# Leopold Ivanovitch von Schrenck
Peter Leopold von Schrenck (parfois Schrenk), russifié en Леопольд Иванович фон Шренк, Leopold Ivanovitch von Schrenck, est un naturaliste allemand de la Baltique sujet de l'Empire russe, ethnologue et zoologiste, né le 24 avril (6 mai) 1826 à Khoten, dans le gouvernement de Kharkov, mort le 8/20 janvier 1894 à Saint-Pétersbourg.
Il est le frère du géologue Alexander Gustav von Schrenck.

## Biographie
Leopold von Schrenck obtient un doctorat à l’université allemande de Dorpat (aujourd'hui Tartu) et étudie ensuite l’histoire naturelle à Berlin et Königsberg. En 1853, il est envoyé par l’Académie des sciences de Saint-Pétersbourg explorer la région de l’Amour. Il atteint l’embouchure du fleuve en septembre 1854 avec le botaniste Carl Johann Maximowicz (1827-1891). 
En février 1855, il l'explore l’Amour durant l’été et l’automne. Il rejoint l’Europe en 1856 en passant par le lac Baïkal. 
En janvier 1859 il publie ses recherches dans, Reisen und Forschungen im Amur-Lande. La même année, toujours pour l'Académie impériale des sciences, il part sur l'île de Sakhaline, au large des côtes orientales de Sibérie, mener une longue enquête sur la vie du peuple Nivkhi.
En 1862, il est agrégé au Département des mathématiques et des sciences physiques (zoologie).
Le 24 avril 1863, il présente la partie malacozoologique de ses recherches, elle traite des mollusques du pays de l'Amour et de la mer du Japon, étudiés lors de son voyage, et le 8 mai, la section biologique propose Schrenck comme adjoint, pour une promotion grâce à ses travaux sur la malacozoologie de la Russie asiatique et de la mer du Japon, qui font progresser les sciences naturelles. Le 19 juin, il présente une description des nouvelles espèces de lépidoptères de la collection de l'Académie impériale des Sciences, résultant de manuscrits de Ménétries (1802-1861). À compter du 2 août, par ordre impérial, il est académicien extraordinaire. 
Le 10 novembre 1879, il est directeur du Muséum de Saint-Pétersbourg (Kunstkamera), jusqu'en 1894. Vassili Radlov lui succède.

## Taxonomie
Quelques espèces décrites :
- Andrena chrysopyga (1853)[10]
- Ochotona cinereofiava, O. ferrugina, O. normalis, O. cinereojusca (1858)[11]
- Arvicola maximowiczii (1858), puis nommé Microtus maximowiczii (1859)
- Erinaceus amurensis (1859)
- Bombus (Confusibombus) confusus[10] (1859-1861)
- Butorides striatus amurensis (1860)[12]
- Lepidozona (Tripolax) albrechtii (1862)[13]
- Anadara broughtoni (Scapharca broughtoni) (1867)
- Adula schmidti (1867)

Plusieurs espèces lui ont été dédiées comme :
- Amuriana schrenckii (1859) par Édouard Ménétries (1802-1861)
- Rousserolle de Schrenck : Acrocephalus bistrigiceps (1860) par Swinhoe
- Notoacmea schrenckii (1868) par Carl Emil Lischke (1813-1886)
- Acipenser shrenckii (1869) par Johann Friedrich von Brandt (1802-1879)
- Elaphe schrenckii (1873) par Alexander Strauch (1832-1893)
- Blongios de Schrenck : Ixobrychus eurhythmus (1873) par Swinhoe
- Cambaroides schrenckii (1874) par Kessler
- Bombus (Thoracobombus) schrenckii[10] (1881) par F. Morawitz
- Mopalia schrencki (1909)[13] par J. Thiele